# Leo Kanner
Leo Kanner (Klekotiv, Sarosa, 13 de junio de 1894 - Sykesville, Maryland, 3 de abril de 1981) fue un psiquiatra austríaco de origen judío, conocido por su descripción de lo que actualmente se denomina en clínica psiquiátrica como trastornos del espectro autista (TEA) (DSM-5).

## Biografía
Nació en Klekotiv (denominado entonces Klekotów), en Galitzia, Imperio Austrohúngaro (hoy Ucrania). Inició sus estudios en la Universidad de Berlín en 1913 y los finalizó en 1921, tras una pausa impuesta por la Primera Guerra Mundial.
En 1924 emigró a los Estados Unidos, donde ocupó una plaza en el Hospital Estatal de Yakton County, en Dakota del Sur. En 1930 fue seleccionado por Adolf Meyer y Edward Park para desarrollar el servicio de Psiquiatría Infantil del Hospital Johns Hopkins de Baltimore, del cual pasó a ser uno de los fundadores.
Su primer libro, Child Psychiatry (editado en castellano como Psiquiatría infantil) fue uno de los primeros textos psiquiátricos especializados en las problemáticas de la infancia.
Otro de sus escritos, "Autistic Disturbances of Affective Contact" (1943) (trad. "Trastornos autistas del contacto afectivo") se menciona como una de las bases en las que se fundan los modernos estudios del autismo.